# سولیانکا (شهرستان آختوبینسکی، آستراخان)
سولیانکا (به لاتین: Solyanka) یک منطقهٔ مسکونی در روسیه است که در استان آستراخان واقع شده‌است.